# Learning English Lesson One
Learning English Lesson One ist das siebte Studioalbum der Band Die Toten Hosen und ihr erstes Album mit ausschließlich englischen Texten. Es wurde innerhalb eines Jahres in London, New York, Rio de Janeiro und Köln unter der Leitung von Jon Caffery produziert und erschien erstmals am 11. November 1991.
Das Album besteht größtenteils aus Coverversionen von Punkmusikstücken, die ursprünglich Ende der 1970er Jahre in England und den USA veröffentlicht wurden. Bei den Aufnahmen zu dieser neuen Produktion wirkte an jedem Lied mindestens ein Mitglied der Originalbands als Gastmusiker mit.

## Entstehung
Nach dem Erfolg ihres Albums Auf dem Kreuzzug ins Glück und restlos ausverkauften Tourneen befand sich die Band kreativ in einer Sackgasse. Zudem behinderten Alkohol- und Drogenprobleme innerhalb der Gruppe die Proben für ein neues Album. Um Abstand zu gewinnen, reiste die Band im Winter 1990 gemeinsam nach England, um dort Freunde zu treffen und an der Poolbillard-Meisterschaft von Fulham im „Golden Dragon“ teilzunehmen. Am ersten Abend in London trafen sich die Musiker mit Honest John Plain und Arturo Bassick, und es entstand die Idee, einige Titel der Punkbands zu covern, deren Musik die Toten Hosen entscheidend beeinflusst hatte.
Sie wollten möglichst viele Mitglieder der Originalbands einladen, an den Aufnahmen teilzunehmen. Einige Tage später nahm die Band mit Ian „Knox“ Carnochan von den Vibrators, John Plain und Matt Dangerfield von den Boys, Arturo Bassick und Pete Stride von den Lurkers und Charlie Harper von den UK Subs jeweils einen von deren Erfolgstiteln auf. Vom Ergebnis der Zusammenarbeit begeistert, entschloss sich die Band, das Spektrum erheblich zu erweitern und daraus ein neues Album zu entwickeln.
Es folgte die Suche nach den „Veteranen“ des Punk aus den 1970er Jahren. Punkrock war aus der Mode gekommen. Viele „Helden“ des Genres waren unbekannt verzogen oder gingen inzwischen einem bürgerlichen Beruf nach. Adressen und Telefonnummern waren nicht immer einfach zu erhalten. Arturo Bassick, der in vielen Punkbands gespielt hatte und nun als Möbelfahrer arbeitete, um seinen Lebensunterhalt zu sichern, konnte verschiedene Kontakte vermitteln. Den meisten der ehemaligen Punks war die deutsche Band „Die Toten Hosen“ zudem unbekannt, und einige standen dem Vorhaben skeptisch gegenüber. Johnny Rotten von den Sex Pistols war zum Beispiel nicht dazu bereit, am Projekt teilzunehmen. Die Mehrheit freute sich jedoch über das Interesse an ihren alten Stücken und folgte der Einladung. Im Frühjahr 1991 konnte das Londoner Church Studio für zwölf Tage angemietet und weitere Titel eingespielt werden.
Beim Transport nach Düsseldorf, mit dem ein Kurierdienst beauftragt worden war, erlitten die Aufnahmebänder erheblichen Schaden und wiesen an verschiedenen Stellen Ausfälle auf. Deshalb lud die Band die meisten ihrer Gäste ins Studio Dierks nach Stommeln ein, um einige Spuren neu einzuspielen. Wegen Terminüberschneidungen musste die Band die für den Sommer bereits angekündigten Konzerte auf den Sommerfestivals absagen.
Zwischenzeitlich konnte Wreckless Eric in Frankreich ausfindig gemacht werden, wo er mit seinem Wohnmobil unterwegs war. Er setzte seine Reise Richtung Köln fort, um an den Aufnahmen teilzunehmen.
Die Privatnummer von Johnny Thunders bekamen die Toten Hosen über seine amerikanische Plattenfirma heraus. Er besuchte die Band nach deren Einladung in Köln und nahm mit ihr gemeinsam das Cover seiner Komposition Born to Lose auf. Johnny Thunders konnte jedoch die fertigen Aufnahmen nicht mehr anhören, da er 36 Stunden später, am 23. April 1991, an den Folgen seiner Drogensucht starb.
Die Telefonnummer des Postzugräubers Ronald Biggs, der bereits mit den Sex Pistols eine Platte aufgenommen hatte, wurde mühevoll über einen befreundeten Journalisten vom Daily Telegraph ermittelt. Später stellte sich heraus, dass ein Anruf bei der Auskunft genügt hätte, da Biggs’ Nummer im brasilianischen Telefonbuch stand. Im August besuchte die Band Biggs in dessen Exil in Rio de Janeiro. Im Studio „Nos Nuvens“ entstand, neben einigen Coverversionen, der Song Carnival in Rio (Punk Was), der später als einzige Erstveröffentlichung auf dem Album erschien.
Für Joey Ramone waren Die Toten Hosen keine unbekannte Band, denn Campino hatte bereits 1989 für die Zeitschrift Musikexpress ein Interview mit der Punkikone geführt. Im Sommer 1991 ging die Band mit Joey Ramone, Dick Manitoba und Cheetah Chrome (Dead Boys) in New York ins Studio.
Am 11. November 1991 wurde das Album Learning English erstmals veröffentlicht.

## Kapitel
Das Album ist wie eine Lehrschallplatte für die englische Sprache konzipiert. „Janet“ und „John“ führen durch den Kurs und bringen dem Hörer die Sprache schrittweise näher. Die Stimme der „Janet“ gehört Campinos Mutter Jenny Frege. „John“ wird von Geoffrey Haslam, dem ehemaligen Produzenten von The Velvet Underground, gesprochen.
Die Kapitel sind wie in einem Lehrbuch nach Themen gegliedert und in einzelne Schritte unterteilt. Als Übungstexte dienen die einzelnen Musiktitel. Hierbei handelt es sich durchweg um schnelle, melodische Songs aus der Hochzeit des Punkrock. Text, Rhythmus und Melodie wurden prinzipiell nicht verändert. Die Stücke profitieren jedoch von der zwischenzeitlich verbesserten Aufnahmetechnik und einer professionellen Einspielung.

### Erster Schritt

Ausschnitt aus Blitzkrieg Bop

Janet und John stellen das Album als Anfängerkurs für Urlauber und Geschäftsleute, Rock-’n’-Roll-Fans und Irregeleitete vor. Man solle aufmerksam zuhören und Papier und Bleistift für Notizen parat haben. Das erste Kapitel trägt die Überschrift „Relax“, beginnt jedoch mit dem schnellen Song Blitzkrieg Bop der Ramones und der zehnfachen Aufforderung „Hey Ho, Let’s go!“, gemeinsam gesungen von Campino, Joey Ramone und Handsome Dick Manitoba.
In dem Lied Brickfield Nights erinnerten sich die Band The Boys einst an ihre Jugend im verschlafenen Ort „Brickfield“, wo es weder ein Café noch einen Jugendclub gab. Jeden Abend trafen sie sich am gleichen Platz, um einen Fußball vor sich herzukicken und ihre Initialen in die Schulmauer zu ritzen. Die einfache Melodie singt Campino zusammen mit Matt Dangerfield. Honest John Plain unterstützt dabei an der Gitarre.

### Zweiter Schritt
Das zweite Kapitel widmet sich den Zahlen. Zunächst rechnet John lachend vor, dass jemand, der keine zwölf mehr ist und noch keine 14, ganz einfach 13 Jahre alt sein muss. Dann zählt Campino als Intro für Just Thirteen bis 13 hoch. Im Lied, das Pete Stride von den Lurkers mit der Gitarre begleitet, geht es um ein Mädchen, das stellvertretend für alle steht, welche diese Altersgrenze überschritten haben. Vorher war sie schüchtern, jetzt ist sie ein „wild girl“, vorher hat sie nachmittags im Park gespielt, jetzt wartet sie damit, bis es dunkel wird. Vorher hatte sie ihre Schulfreunde liebevoll behandelt, nun will sie lieber „cool“ wirken.
Die Urheberbands der beiden folgenden Songs tragen Zahlen in ihrem Namen. Mit dem Song If the Kids Are United riefen Sham 69 zur Zeit der Bandenkriege Ende der 1970er Jahre in England, zwischen Punks, Skins, Teds, Rockern und Mods, die Jugendlichen dazu auf sich zu vereinigen. Jimmy Pursey, der hier zusammen mit Campino singt und den Song geschrieben hat, war immer offen für alle, die seine Musik hören wollten. Auch die Band 999 spricht in ihrem Song Nasty Nasty einen Jugendlichen direkt an und fragt ihn, was in ihm vorgeht, wenn er nachts auf die Straßen geht, um Streit zu suchen. Hier wirken Nick Cash und Guy Days von 999 mit.

### Dritter Schritt
Janet und John erzählen von ihrem Hobby, das sie mit den Radio Stars gemeinsam haben. Sie machen gerne Fotos, und wie sie sagen, handelt es sich dabei nicht um Urlaubsschnappschüsse. Im Rock-’n’-Roll-Stück Dirty Pictures erhält Campino gesangliche Verstärkung von Andy Ellisons. Zur rollenden Gitarrenbegleitung und zum Backbeat des Schlagzeugs singen sie im 4/4-Takt: „I wanna take some dirty pictures of you!“ Im Punkschlager Baby Baby von den Vibrators singt Campino mit Knox: „Ah, your eyes are so pretty, and the clothes you wear they're so fine.“
Die Hauptfigur in Gary Gilmore’s Eyes fürchtet sich vor dem, was sie in Zukunft sehen wird. Sie wacht nach einer Hornhautverpflanzung im Krankenhaus auf und erkennt, dass sie die Augen eines hingerichteten Mörders erhalten hat, und möchte die Lider nie wieder öffnen. Als T. V. Smith den Song 1977 schrieb, hatte er zuvor einen Zeitungsbericht über Gary Gilmore gelesen. Der Mann war ein verurteilter Mörder, der auf seiner schnellen Hinrichtung bestanden hatte und darauf, dass seine Augen für Transplantationszwecke verwendet würden. Smith fragte sich, ob der Empfänger der Hornhaut den Artikel ebenfalls gelesen hätte, ohne zu wissen, durch wessen Augen er blickte.
Der Song der The Adverts hatte 1977 einen unerwartet schnellen Erfolg in den britischen Charts. Ironischerweise wurde der Titel von den Moderatoren der BBC ständig falsch ausgesprochen, und viele dachten, es ginge um einen Sportler. Gary Gilmour war einer der Stars der englischen Cricketmannschaft.
Ohne Übergang geht es mit Johnny Thunders’ Born to Lose weiter, das den Mittelpunkt des Tonträgers kennzeichnet. Das Album ist, laut zentral angebrachter Aussage im Begleitheft “The Album is dedicated to Johnny Thunders.”, dem verstorbenen Musiker gewidmet. Johnny Thunders hatte durchgesetzt, sein Gitarrenspiel wegen der besonderen Akustik im Badezimmer aufzunehmen. Jeder einzelne Gast hatte den Refrain “Baby, I’m born to lose!” später auf Band gesungen. Die Aufnahmen wurden so zusammengemischt, dass am Ende ein Chor aller Teilnehmer zu hören ist. T. V. Smith gefiel der Text nicht. Er meinte, er hätte in seinem gesamten Leben noch nie das Wort „Baby“ gesungen und würde damit bestimmt an diesem Tage nicht anfangen. Stattdessen würde er „Maybe“ singen.

### Als die Rockafellas nach Amerika gingen
Janet und John setzen die Sprachübungen fort und fragen: “Do you remember the Rockafellas? You don’t? – Janet and John do.” Dann erzählen sie von den vier glücklichen Jungs, die als Band „The Rockafellas“ nach Hollywood gingen, um Ruhm und Ehre zu erlangen, von denen man aber nie wieder etwas hörte. Die erste Strophe zum Song Do You Remember wurde neu geschrieben. Die Toten Hosen erinnern sich darin, wie sie nach einem Auftritt in Birmingham, für den sie nicht bezahlt wurden, weil der „Lärm“ nicht ankam, so schnell es ging, enttäuscht nach Düsseldorf zurückfuhren. Weiter geht es mit dem Originaltext, der von den „Rockafellas“ erzählt, denen es 1977 in Los Angeles ähnlich erging.
Wolfgang Rohde schreibt im Booklet über die Band:

„Die Rockafellas waren für mich damals der totale Kult. Im Herbst '77 kam diese Single heraus. Sie stürmte die Indie-Charts und der New Musical Express widmete den Jungs eine Titelstory. Die Rockafellas hätten riesig rauskommen können, aber ein hochdotierter Vertrag eines USA-Industrielabels und ihr Name, der ständig zu Verwechslungen führte, brachten ihnen unverdient den Ruf als ‚Kommerz-Punks‘ ein. Daran zerbrach die Band. Die einzelnen Mitglieder kehrten wieder in ihre bürgerlichen Berufe als Arbeitslose und Familienväter zurück, lediglich Bassist Martin 'Mitchel' Rockafella blieb dem Rock’n’Roll im weitesten Sinne verbunden. Heute verdient er sich seine Brötchen als Roadie von Blue Öyster Cult. Während einer dreiwöchigen Tourpause seiner Arbeitgeber, die Martin für einen kurzen Heimaturlaub nutzte, schleiften wir ihn in London ins Studio.“

Auch Englandflüchtling Ronald Biggs erinnert sich an alte Zeiten und antwortet seinem kleinen Sohn Robin in Carnival in Rio (Punk Was) auf die Frage: “Dad, what was Punk Rock?”: Er erklärt ihm, dass Punk boshaft, anspruchslos, geschmacklos war und Aufruhr bedeutete. Er sei billig, schamlos und kriminell gewesen und jeden Abend hätte es ein Besäufnis gegeben. Sie hätten sich von niemandem unterkriegen lassen und es sei ihnen egal gewesen, wem ihre Musik gefallen würde.

### Vierter Schritt
Weiter geht es im Lernprogramm:
„Janet und John haben in einer Konservenfabrik gearbeitet. Nun sind sie arbeitslos. Sind sie arbeitslos? Ja sie sind arbeitslos. Sie glauben fest daran, dass sie ein Recht auf Arbeit haben.“ So wird der Song Right to Work von Chelsea angesagt, dessen Parole: “We have the right to work!” Campino zusammen mit Gene October singt.
Der Erzähler in Wreckless Erics Lied Whole Wide World träumt von dem Mädchen, das allein für ihn bestimmt sein soll. Möglicherweise lebt sie weit entfernt in Tahiti oder auf den Bahamas, weiß nichts von ihm und weint deshalb im tropischen Mondlicht. So hat es ihm einmal seine Mama erzählt, als er noch ein kleiner Junge war. Er ist bereit, auf der ganzen Welt nach diesem Mädchen zu suchen. Der Protagonist im anschließenden Lied Smash It Up von Captain Sensible meint, er hätte genug geweint. Er möchte alles zertrümmern und sich die Seele aus dem Leib schreien. Ihm sei es egal, wie er aussehe, er wollte kein Trottel sein wie all die anderen. In Stranglehold geht es um eine Dreizehnjährige, die den Sänger in ihrem Bann hält (“she’s gotta hold on me”), deren Umarmungen zum schraubstockartigen Würgegriff (“stranglehold”) werden. Den Hit der UK Subs singt Charley Harper zusammen mit Campino.

### Fünfter Schritt
Janet und John sitzen in einer Cocktailbar und erklären, wie es möglich ist, mit Hilfe von Benzin, einem Taschentuch und einer Flasche einen Molotowcocktail herzustellen. „Ich schicke euch liebe Grüße und einen Molotowcocktail“ ist die Antwort eines jungen Erwachsenen auf die ständigen Ermahnungen seiner Eltern. Den Song Love and a Molotov Cocktail schrieb Neal O’Connor für seine Band The Flys. Er singt hier zusammen mit Campino und begleitet an der Gitarre. Do Anything You Wanna do schaffte es auf Platz 9 der englischen Charts und geht auf eine der Ideologien des Punks ein, sich von niemandem Vorschriften machen zu lassen. Der Frontmann Barry Masters von Eddie & the Hot Rods konnte nicht teilnehmen, da er gerade im Gefängnis einsaß. Graeme Douglas vertrat ihn und begleitete Campino an der Gitarre.

### Janet und John verabschieden sich
Als Abspann läuft im Hintergrund die inoffizielle englische Nationalhymne Land of Hope and Glory. Janet und John verabschieden sich und hoffen, dass den Hörern die Lektion in vornehmer englischer Sprache und die Anleitung gefallen hat. John meint, dass dieser Sprachkurs ein minderwertiges Experiment gewesen sei, aber seine Meinung niemanden interessiere. Als Empfehlung schickt er hinterher: “And now play this record until you're sick of it.” (Auf Deutsch: „Und jetzt spiel diese Platte so lange, bis du es satt hast.“)

## Titel- und Gästeliste
1. Step One – 0:31
2. Blitzkrieg Bop – 1:50 (Ramones)
3. Brickfield Nights – 3:34 (The Boys)
4. Step Two – 0:11
5. Just Thirteen – 2:30 (The Lurkers)
6. If the Kids Are United – 3:08 (Sham 69)
7. Nasty Nasty – 2:06 (999)
8. Step Three – 0:17
9. Dirty Pictures – 2:15 (Radio Stars)
10. Baby Baby – 3:13 (The Vibrators)
11. Gary Gilmore’s Eyes – 2:15 (The Adverts)
12. Born to Lose – 3:21 (The Heartbreakers)
13. How the Rockafellas Went to Hollywood – 0:18
14. Do You Remember – 3:25 (The Rockafellas)
15. Carnival in Rio (Punk Was) – 3:08 (M: Campino, von Holst / T: Biggs)
16. Step Four – 0:18
17. Right to Work – 3:03 (Chelsea)
18. Whole Wide World – 3:19 (Wreckless Eric)
19. Smash It Up – 2:57 (The Damned)
20. Stranglehold – 2:11 (UK Subs)
21. Step Five – 0:22
22. Love and a Molotov Cocktail – 2:30 (The Flys)
23. Do Anything You Wanna Do – 4:27 (Eddie & the Hot Rods)
24. Goodbye From Janet & John – 1:01

## B-Seiten undThe Nightmare Continues

12 Zoll EP
The Nightmare Continues

Im „Nos Nuvens“-Studio hatten Die Toten Hosen zusammen mit Ronald Biggs zwei weitere Stücke aufgenommen, die 1991 als B-Seite auf der Single Carnival in Rio (Punk Was) erschienen. Es handelt sich um No One Is Innocent, eine Zusammenarbeit von Biggs mit den Sex Pistols, die 1978 zum ersten Mal veröffentlicht wurde, und um das Lied Police on My Back, ein Cover von The Equals.

Sägezahn-CD
If the Kids Are United

Die Single Baby Baby enthielt als B-Seiten Do you Remember und den Song Richmond der Londoner Band „Pin Point“, die Arturo Bassick gegründet hatte, nachdem er die Lurkers verlassen hatte. Bassick beteiligt sich auch hier in der Coverversion als Sänger. Whole Wide World kam ebenfalls als Single heraus, die zusätzlich ein Cover von We Love You enthält. Den Song hatten The Rolling Stones 1967 geschrieben, als sie wegen zahlreicher Drogendelikte knapp einer längeren Haftstrafe entgingen, um sich bei ihren Fans und den Medien für ihre Treue zu bedanken.
1991 erschienen die Titel Do Anything you Wanna do, Baby, Baby, If the Kids Are United und Whole Wide World nochmals als rote 12 Zoll Vinyl-EP in limitierter Auflage, genannt The Nightmare Continues (englisch „Der Albtraum geht weiter“). Eine weitere Auskoppelung des Songs If the Kids Are United befindet sich auf einer Shape-CD-Single, welche die Bands Die Toten Hosen und Sham 69 im Jahr 1992 gemeinsam veröffentlichten. Die Single, in Form eines Kreissägeblattes, enthält zusätzlich die Songs Individual und Blackpool von Sham 69.

## Musikvideos
Die eigene Kamera für die Filmaufnahmen zu Carnival In Rio (Punk Was) hatte die Band an der Grenze wieder nach Deutschland zurückgeschickt, weil der Brasilianische Zoll, nach fünf Stunden Prüfung, utopische Gebühren dafür verlangte. Mit der vor Ort geliehenen Ausrüstung filmte Markus Herold die Bandmitglieder und Ronald Biggs während der Studioaufnahmen, bei der Fahrt mit der Straßenbahn in Rio de Janeiro, beim Bummeln durch Santa Teresa, oder beim Fußballspielen an der Copacabana.
Zur Single Baby Baby sollte 1991 ebenfalls ein Video erscheinen, mit dessen Produktion zunächst Hanns Christian Müller beauftragt wurde. Es handelt von einer Hose, welche die Wirkung eines Menschen auf sein Umfeld positiv verändert, sobald er sie überzieht. Von den Dreharbeiten in einer Münchner Kneipe wurden im Fotobuch von Fryderyk Gabowicz zahlreiche Hochglanzfotos veröffentlicht. Das Video selbst überzeugte die Band nicht und wurde deshalb verworfen. Walter Knofel erstellte als Ersatz einen Clip, in dem die Band bunt gekleidet vor einer gleißend weißen Wand spielt. Zwischendurch werden Schwarzweiß-Aufnahmen einer Modenschau aus den 1970er Jahren gezeigt, auf der stark geschminkte Models mit auffälligen Hüten, Brillen und Kleidern im Schachbrettmuster über den Laufsteg gehen.

## Resonanz
Die Band war von März bis September 1992 erfolgreich unter dem Motto Menschen, Tiere, Sensationen auf Tournee, bei der eine Reihe von Musikern, die am Album beteiligt waren, als Gäste auftraten. Dazu gehörte unter anderen Ronald Biggs, dem Die Toten Hosen beim Konzert in São Paulo seine Goldene Schallplatte für Learning English Lesson One überreichten. Das Album wurde bundesweit über 250.000 Mal verkauft. Selbst für Joey Ramone war es die erste goldene Schallplatte in seiner Laufbahn.
Neben Platzierungen in den Top 40 der Charts deutschsprachiger Länder wurden Die Toten Hosen nach Erscheinen des Albums auch in England wahrgenommen. Das Video zu Baby Baby lief häufig auf MTV. Am 5. März 1992 spielten sie im innerhalb von 15 Minuten ausverkauften Borderline und am 9. April 1992 im Marquee Club, wo das Publikum sie erst nach fünf Zugaben entließ.
Das Album erschien 1991 in Japan und 1994 in den USA. In diesen Exportversionen sind die Titel ohne Überleitungen aneinandergereiht und enthalten als Track Nr. 14 den Song Richmond. Für das Coverfoto hat sich die Band in die britische Fahne eingehüllt. Andreas Meurer erinnerte sich im Jahr 2007: „‚Learning English‘ war für uns eine Herzensangelegenheit. Und die LP erwies sich auch als Türöffner fürs Ausland. Wir waren in Skandinavien in den Charts und die Platte lief sogar in den USA. Einer der schönsten Momente in meiner Musikkarriere war, als ich in Notting Hill in einem Fish & Chips Shop war und ich uns plötzlich dort im Radio hörte. Da hatte ich einmal – ein einziges Mal – so ein Topstar-Gefühl.“
In Deutschland wurde das Album von der Musikpresse wohlwollend aufgenommen. Der Musikexpress bezeichnete es als „die bislang stimmigste Zusammenstellung der besten Punkrockschlager. Alles verdammt original, nur besser gespielt und produziert als damals, zeigt das Album, daß Punkrock, wie ihn die Hosen meinen, viel mehr mit Melodien und Rock’n Roll zu tun hat denn mit Alk & Krach.“ und schreibt in einem anderen Artikel über die Aufnahmen zum Album weitere anerkennende Worte: „Was U2 mit ‚Rattle and Hum‘ versucht haben, gelingt den Hosen mit ‚Learning English‘: So konsequent hat selten eine Band ihre Wurzeln bloßgelegt.“
Der Metal Hammer widmet dem Album im Januar 1992 eine Titelstory und beschreibt es wie folgt: „Eine Kollektion von Songs, von denen jeder für sich ein Highlight ist, die aber alle jenes verbindende Element gemeinsam haben, was schon die selbstgeschaffenen Hosen-Songs ausmacht: teilweise brachiale Power in Verbindung mit guten Hooks und Melodien.“

### Chartplatzierungen
| ChartsChartplatzierungen | Höchstplatzierung | Wochen |
| ------------------------ | ----------------- | ------ |
| Deutschland (GfK)        | 3 (22 Wo.)        | 22     |
| Österreich (Ö3)          | 38 (2 Wo.)        | 2      |
| Schweiz (IFPI)           | 23 (5 Wo.)        | 5      |

| ChartsJahrescharts (1992) | Platzierung |
| ------------------------- | ----------- |
| Deutschland (GfK)         | 97          |

### Auszeichnungen für Musikverkäufe
| Land/Region        | Auszeichnungen für Musikverkäufe (Land/Region, Auszeichnung, Verkäufe) | Verkäufe |
| ------------------ | ---------------------------------------------------------------------- | -------- |
| Deutschland (BVMI) | Gold                                                                   | 250.000  |
| Insgesamt          | 1× Gold ·                                                              | 250.000  |

## Neuauflage 2007
Zum 25-jährigen Band-Jubiläum wurde, neben 16 anderen Alben der Band, Learning English – Lesson One neu gemastert. Die Neuauflage enthält bisher unveröffentlichte oder als B-Seiten erschienene Stücke. Ein zusätzliches Booklet enthält ein neues Interview mit den Toten Hosen. Die Band erinnert sich, im Gespräch mit Jan Weiler, an die Entstehung des Albums und erzählt aus heutiger Sicht über dessen Bedeutung in ihrer Laufbahn.

### Zusatztitel
1. No One Is Innocent – 3:03 Cover von Sex Pistols (Musik: Steve Jones / Text: Biggs)
2. Should I Stay or Should I Go? – 2:43 Cover von The Clash (Mick Jones / Joe Strummer)
3. Rockaway Beach – 1:59 Cover von den Ramones (T. + M.: Colvin, Cummings, Erdelyi, Hyman)
4. Eddie & Sheena – 4:24 Cover von Wayne County & The Electric Chairs (Rogers)
5. Richmond – 2:39 Cover von „Pin Point“ (Billingsley, Allen, Griffiths)
6. In Still of the Night – 4:11 (Campino, Plain)
7. Anything but Love – 3:58 (Campino, Dangerfield)
8. I Met Her at the Jet Grill – 1:56 (Meurer / Campino, Plain)

## Fortsetzung
Eine Fortsetzung mit dem Namen Learning English Lesson Two wurde im Jahr 2017 als Zusatz zum Album Laune der Natur veröffentlicht.   2021 wurde das Album Learning English – Lesson One Remixed und ein Zusatzalbum namens The Learner`s Workbook Grammar And Drill mit Bonustracks Limitiert auf den Markt gebracht.